# Macro BMA
Macro BMA, anteriormente conocido como Banco Itaú, fue una entidad bancaria argentina propiedad del Grupo Macro desde noviembre de 2023. Fue la filial argentina del banco brasileño Itaú Unibanco fundado en 1998 luego de la compra del Banco del Buen Ayre. La entidad contaba con 99 sucursales bancarias y 140 cajeros automáticos en todo el país y más de 400.000 clientes.

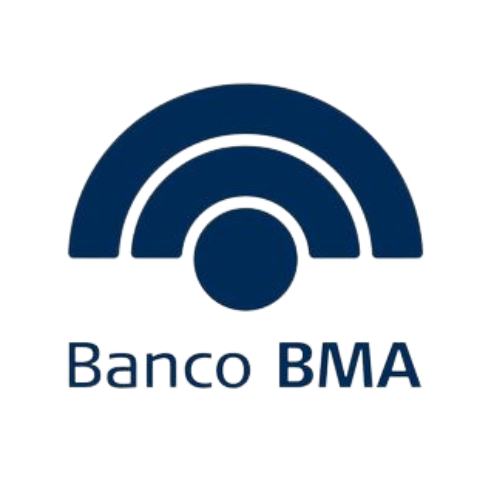
Logotipo alternativo del banco.

El 18 de noviembre de 2024, su sitio web junto con los sistemas del banco se fusionaron con Macro y el 19 de noviembre de 2024 se oficializó su desaparición tras ser fusionado con Banco Macro, su empresa matriz.

## Historia
Fue fundada en 1998 luego de la compra del Banco Del Buen Ayre. El banco cuenta con 99 sucursales bancarias, 140 cajeros automáticos y 400 000 clientes a lo largo del país.
El banco es uno de los bancos más grandes de Argentina, compite con el Banco Patagonia, BBVA, Galicia, entre otros.
El 24 de agosto de 2023, Banco Macro compró este banco a su entonces matriz Itaú Unibanco por un precio de US$50 millones. El 3 de noviembre de 2023 la entidad fue renombrada Macro BMA.
El 16 de noviembre de 2024 comenzará el proceso de migración de sistemas para que, a partir del 19 de noviembre, el banco Macro BMA deje de existir formalmente y todos sus clientes, junto con sus cuentas y productos, pasen a ser parte del Banco Macro.